# جيرمان مورين
جيرمان مورين هو كاهن كاثوليكي كندي، ولد في 15 يناير 1642 في مدينة كيبك في كندا، وتوفي في 20 أغسطس 1702.